# Yama (bouddhisme)
Pour les articles homonymes, voir Yama (homonymie).

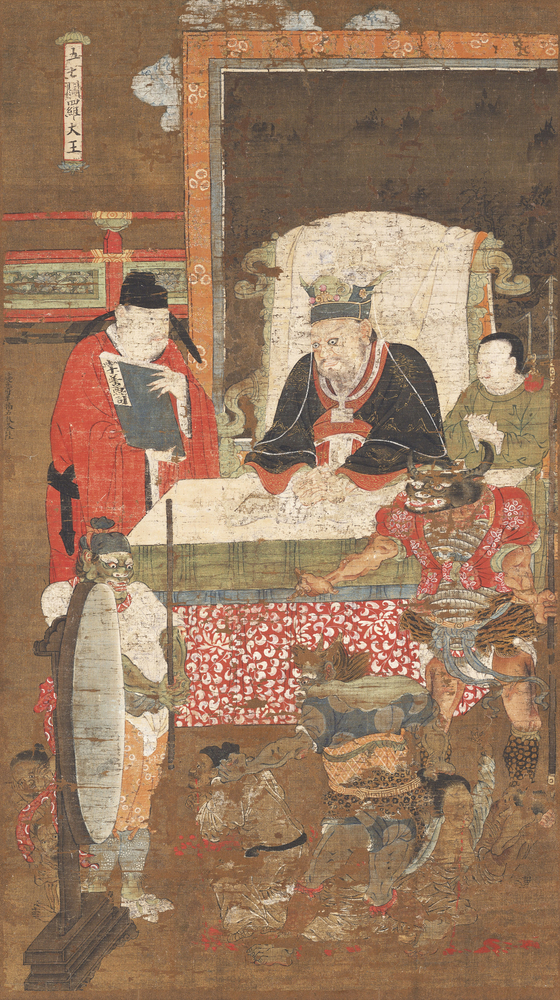
Portrait du roi Yama (dynastie Yuan, Chine, XIVe siècle), faisant partie de la série de peintures des « Dix rois de l'enfer » de Lu Xinzhong.

Dans la mythologie bouddhiste (en), Yama (閻魔/閻摩) ou roi Yan-lo (閻羅王, Yan-lo Wang), aussi appelé roi Yan (閻王, Yan Wang), grand-père roi Yan (閻王爺, Yen-wang-yeh), seigneur Yan (閻君), et Yan-lo, fils du ciel (閻羅天子, Yen-lo T'ien-tzu), est le roi de l'enfer et un dharmapala (dieu courroucé) censé juger les morts et présider les Naraka et le cycle du saṃsāra.
Bien que basé sur le dieu Yama des Vedas hindous, le Yama bouddhiste s'est propagé et a développé des mythes et des fonctions différents de la divinité hindoue. Il s'est également répandu beaucoup plus largement et est connu dans la plupart des pays où le bouddhisme est pratiqué, notamment en Chine, en Corée, au Japon, à Taiwan, au Viêt Nam, au Bhoutan, en Mongolie, en Thaïlande, au Sri Lanka, au Cambodge, en Biramnie et au Laos.

## Dans le bouddhisme Theravada
Dans le canon pali, le Bouddha déclare qu'une personne qui a maltraité ses parents, des ascètes, des saints ou des aînés est conduit devant Yama après sa mort. Il demande alors à la personne ignoble si elle a déjà considéré sa propre mauvaise conduite à la lumière de la naissance, de la détérioration, de la maladie, du châtiment mondain et de la mort. En réponse aux questions de Yama, une telle personne ignoble répond à plusieurs reprises qu'elle n'a pas pris en compte les conséquences karmiques de ses actions répréhensibles et est en conséquence envoyée dans un enfer violent « tant que cette mauvaise action n'a pas épuisé ses effets ».
Dans la tradition des commentaires palis, le savant Buddhaghosa au Majjhima Nikaya décrit Yama comme un vimānapeta (विमानपेत), un « être dans un état mixte », jouissant parfois de conforts célestes et à d'autres moments puni pour les fruits de son karma. Cependant, Buddhaghosa considère que son règne en tant que roi était juste.
Dans les pays de bouddhisme theravāda modernes, Yama envoie la vieillesse, la maladie, les punitions et d'autres calamités aux humains pour les avertir de bien se comporter. À leur mort, ils sont convoqués devant lui et il examine leur caractère et les envoie vers leur renaissance appropriée, que ce soit sur terre, dans l'un des cieux ou aux enfers. On pense parfois qu'il y a deux ou quatre Yamas, chacun présidant un enfer distinct.

## Dans les mythologies chinoise, coréenne, vietnamienne et japonaise

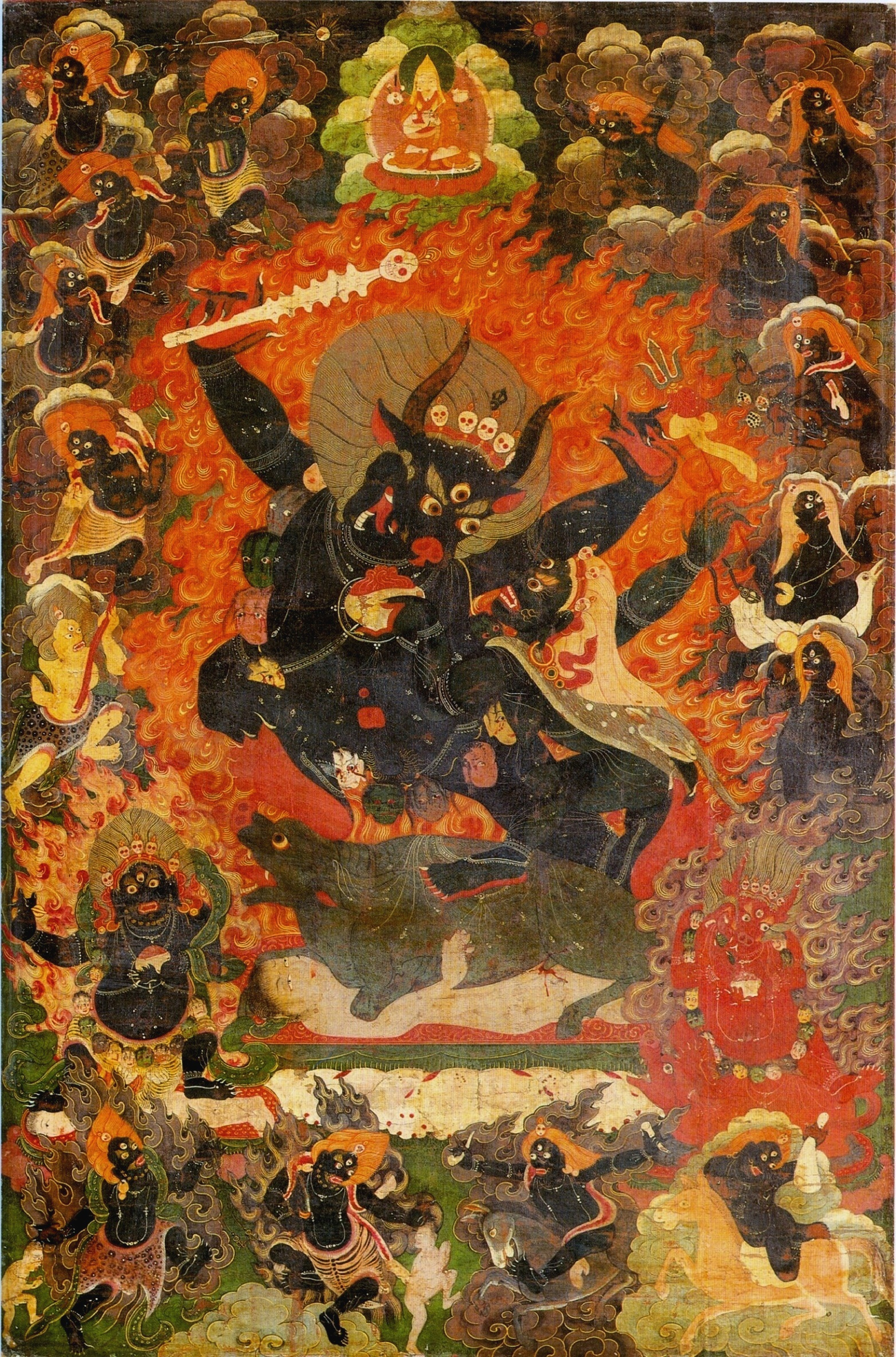
Yama (Tibet, milieu du XVIIe siècle).

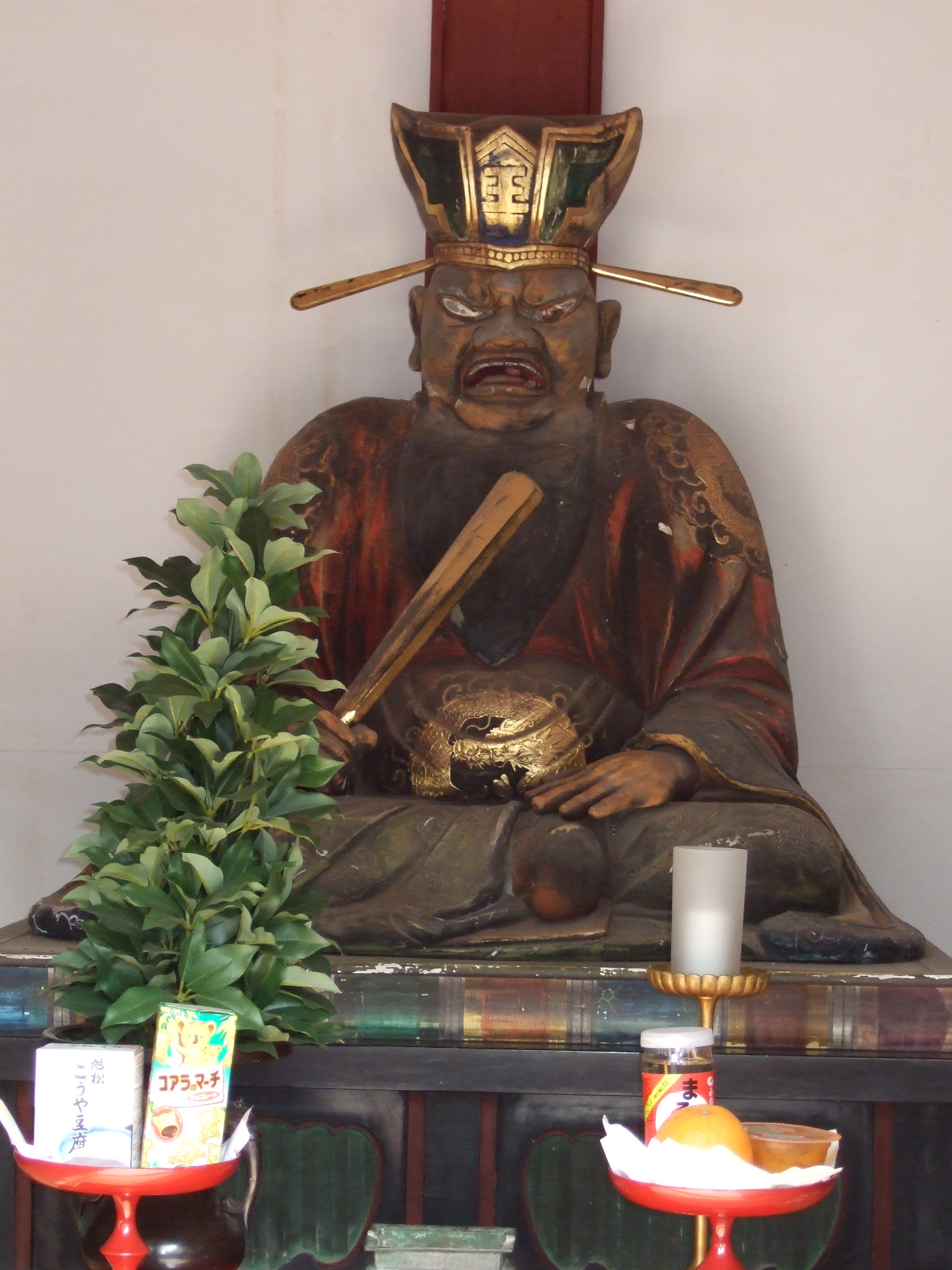
Statue de Yama (Enma) à Nariai-ji au Japon dans la préfecture de Kyoto.

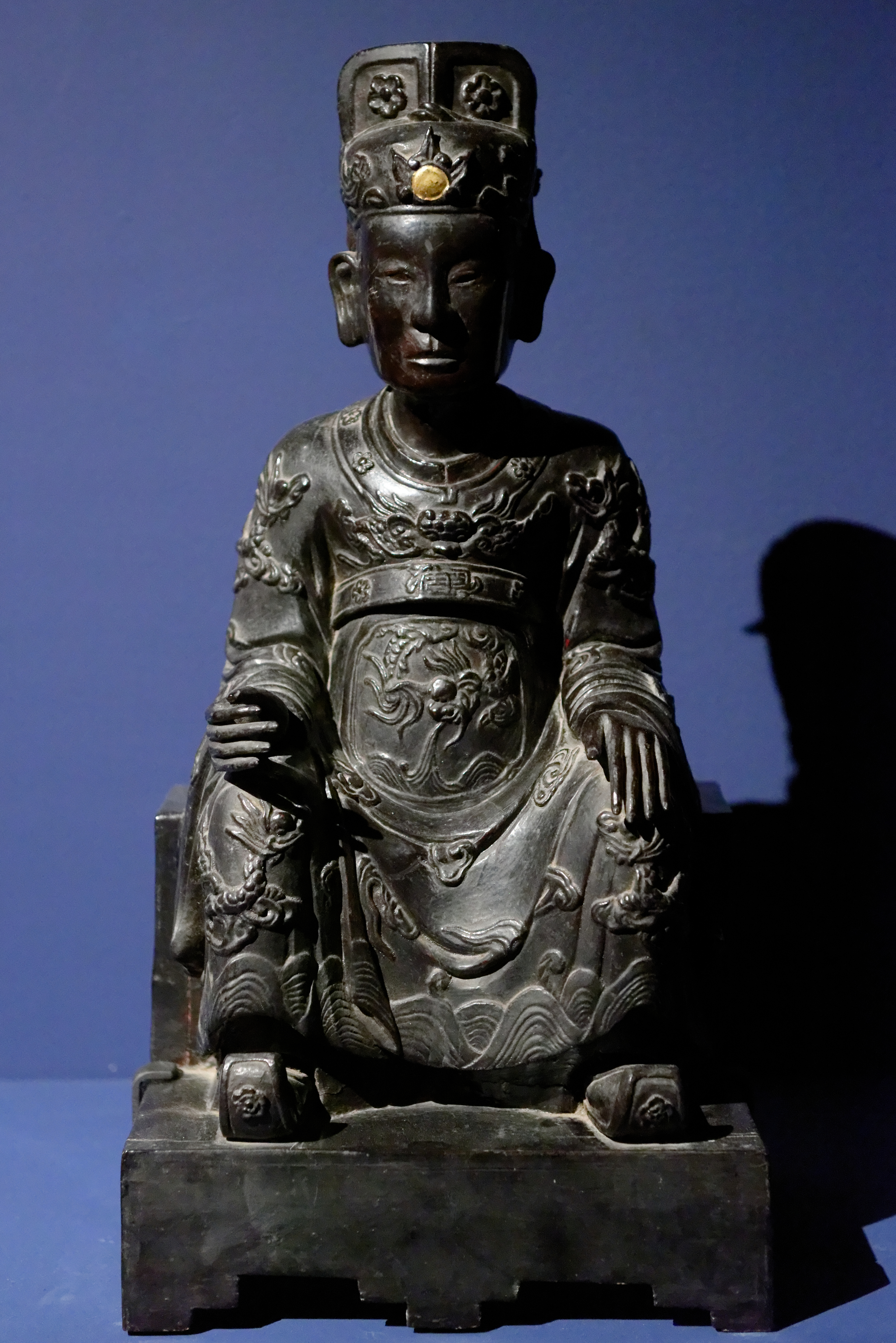
Statue de l'un des dix Yama (diêm vương) (dynasties Lê-Nguyễn, Viêt Nam).

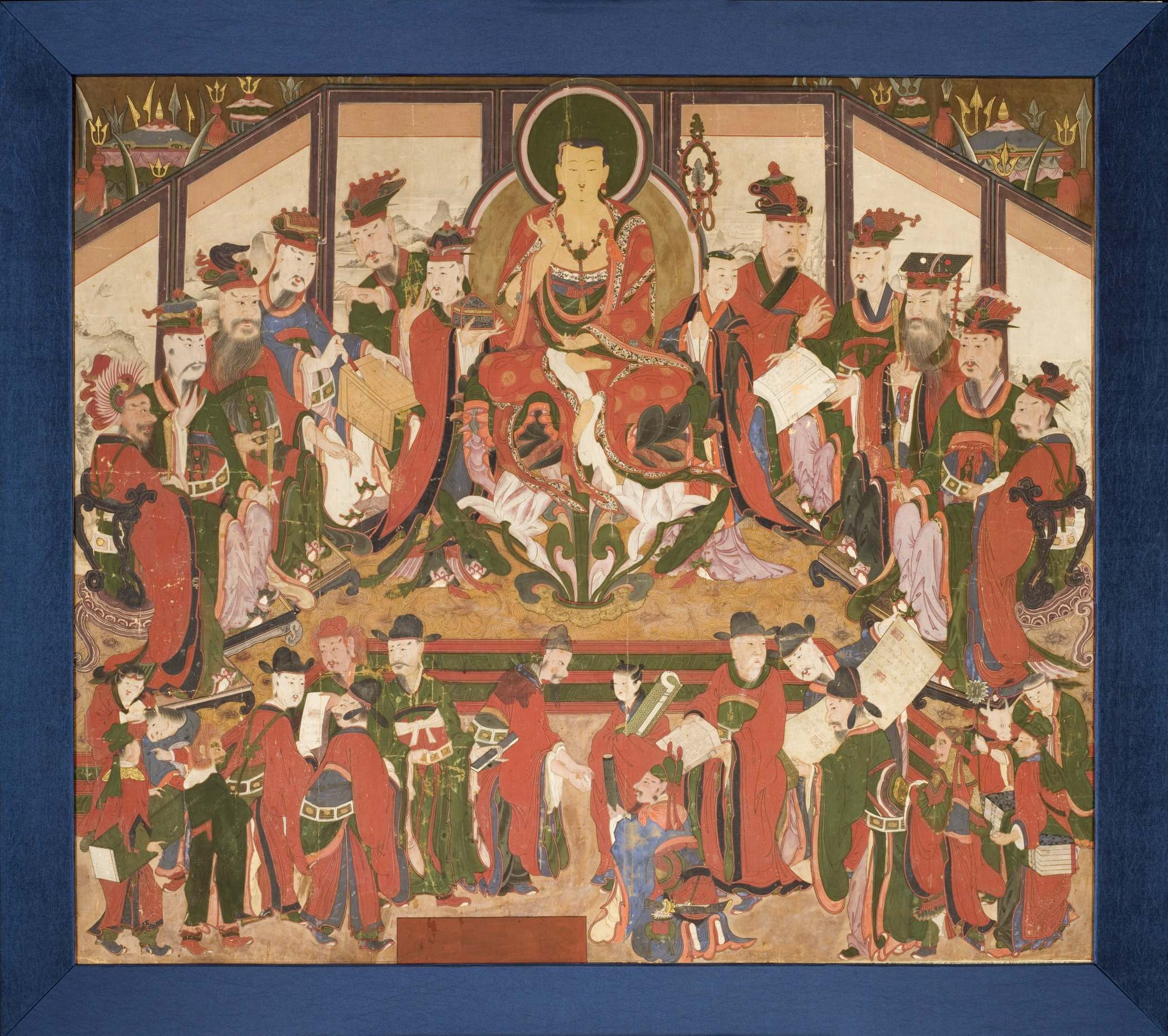
Peinture représentant le Bodhisattva Jijang (Kshitigarbha) et les dix rois de l'enfer (Corée Joseon).

Dans la mythologie chinoise, la religion traditionnelle chinoise, et la taoïsme, le roi Yan (閻王) est le dieu de la mort et le souverain de Diyu, supervisant les « Dix rois de l'enfer » dans sa capitale de Youdu. Il est également connu sous le nom de roi Yanluo (閻羅王), une transcription du sanskrit pour « roi Yama » (यम राज, 閻魔羅社). Dans les temps anciens comme modernes, Yan est représenté comme un homme de grande taille avec un visage rouge et renfrogné, des yeux exorbités et une longue barbe. Il porte des robes traditionnelles et une coiffe de juge ou une couronne qui porte le caractère « roi » (王). Il apparaît généralement sur la monnaie de l'enfer (en) chinoise dans la position réservée aux personnalités politiques sur la monnaie ordinaire.
Selon la légende, il est souvent comparé au Yama du bouddhisme, mais en réalité, Yanluo Wang a son propre nombre d'histoires et est vénéré depuis longtemps en Chine. Yan n'est pas seulement le dirigeant mais aussi le juge du monde souterrain et rend un jugement sur tous les défunts. Il apparaît toujours sous une forme masculine, et parmi ses serviteurs se trouve un juge qui tient dans ses mains un pinceau et un livre répertoriant chaque âme et la date de mort attribuée à chaque vie. Tête de bœuf et Visage de cheval, les redoutables gardiens de l'enfer, amènent les nouveaux morts, un par un, devant Yan pour qu'ils soient jugés. Les hommes ou les femmes méritants seront récompensés par de bonnes vies futures ou même par une renaissance dans leur vie antérieure. Les hommes ou les femmes ayant commis des méfaits seront condamnés à des souffrances ou à des vies futures misérables. Dans certaines versions, Yan divise Diyu en huit, dix ou dix-huit cours, chacune dirigée par un roi Yan, comme le roi Chujiang, qui dirige la cour réservée aux voleurs et aux meurtriers.
Les esprits des morts, jugés par Yan, sont censés soit passer par une période de jouissance dans une région située à mi-chemin entre la terre et le ciel des dieux, soit subir leur châtiment dans le monde souterrain. Aucun de ces deux lieux n'est permanent et après un certain temps, ils reviennent sur Terre dans de nouveaux corps.
« Yan » était parfois considéré comme une position dans la hiérarchie, plutôt qu'un individu. On raconte qu'il y eut des cas dans lesquels un mortel honnête fut récompensé du poste de Yan et servit de juge et de dirigeant du monde souterrain. Certains ont prétendu que des gens ordinaires comme Bao Zheng, Fan Zhongyan, Zhang Binglin devenaient Yan la nuit ou après la mort.
S'inspirant de divers textes indiens et de la culture locale, la tradition chinoise propose plusieurs versions concernant le nombre d'enfers et de divinités qui les dirigent. Il semble qu'à l'origine, il y ait eu deux versions concurrentes : 136 enfers (8 grands divisés chacun en 16 plus petits), ou 18 enfers, chacun étant dirigé par un roi subordonné de Yanluo Wang.
Ils sont fortement contestés dès la dynastie Tang par une nouvelle version influencée par le taoïsme, qui adopte Yanluo Wang pour en faire le cinquième d'une série de dix rois (十殿阎罗王, « roi gardien-trieur des dix chambres »), chacun nommé à la tête d'un enfer par l'Empereur de jade. Les neuf autres rois sont : Qinguangwang (秦广王), Chujiangwang (楚江王), Songdiwang (宋帝王), Wuguanwang (五官王), Bianchengwang (卞城王), Taishanwang (泰山王), Pingdengwang (平等王). Dushiwang (都市王), et Zhuanlunwang (转轮王), noms typiquement taoïstes. Ils rivalisent avec Bei Di, autre divinité taoïste du monde des morts. Yanluo Wang reste néanmoins la plus célèbre, et de loin la plus présente dans l'iconographie.
Cependant, il disparaît ensuite complètement de la liste, laissant la place à un personnage historique, un magistrat nommé de son vivant comme juge des morts par une divinité supérieure. Ce magistrat est le plus souvent Bao Zheng, un juge célèbre ayant vécu sous la dynastie Song. Il est parfois accompagné de trois assistants nommés « Vieillesse », « Maladie » et « Mort ».
Yama est également considéré comme l'un des vingt Devas (en) (二十諸天) ou l'un des vingt-quatre Devas (二十四諸天), un groupe de Dharmapalas protecteurs, dans le bouddhisme chinois.
Certaines de ces croyances chinoises se sont ensuite propagées en Corée, au Japon et au Viêt Nam. Au Japon, Yan est appelé Enma (閻魔, anciennement « Yenma »), Roi Enma (閻魔王, Enma-ō ) et Grand Roi Enma (閻魔大王, Enma Dai-Ō ). En Corée , Yan est connu sous le nom de Yeom-ra ( 염라 ) et Grand Roi Yeom-ra' ( 염라대왕 , Yŏm-ra Daewang ). Au Viêt Nam, ces divinités bouddhistes sont connues sous le nom de Diêm La Vương (閻羅王) ou Diêm Vương (閻王), Minh Vương (冥王) et sont vénérées comme un conseil des dix rois qui supervisent le royaume souterrain d'âm phủ, et selon le concept vietnamien, les dix rois de l'enfer sont tous gouvernés par Phong Đô Đại Đế (酆都大帝).

### Identité variable
Dans le monde syncretique et non dogmatique des religions traditionnelles chinoises, l'interprétation de Yanluo Wang peut varier considérablement d'une personne à l'autre. Alors que certains le reconnaissent comme une divinité bouddhiste, d'autres le considèrent comme l'équivalent taoïste (en) du Bodhisattva Kṣitigarbha. Généralement considéré comme une divinité sévère, Yanluo Wang est également un juge suprême juste et équitable dans le monde souterrain ou un habile défenseur du Dharma (en).

## Dans le bouddhisme tibétain
Dans le bouddhisme tibétain, Yama apparaît sous la forme de Yama Dharmaraja, aussi appelé Kalarupa,, Shinje ou Shin Je Cho Gyal (གཤིན་རྗེ་, Gshin.rje),. Il est à la fois considéré avec horreur comme le principal moteur du cycle de la mort et de la renaissance (en) et vénéré comme le gardien de la pratique spirituelle. Dans le mandala du Bhavachakra, tous les royaumes de la vie sont représentés entre les mâchoires ou dans les bras d'un monstrueux Shinje qui est parfois représenté avec une consort, Chamunda, ou une sœur, Yami, et parfois poursuivi par Yamantaka (conquérant de la mort).

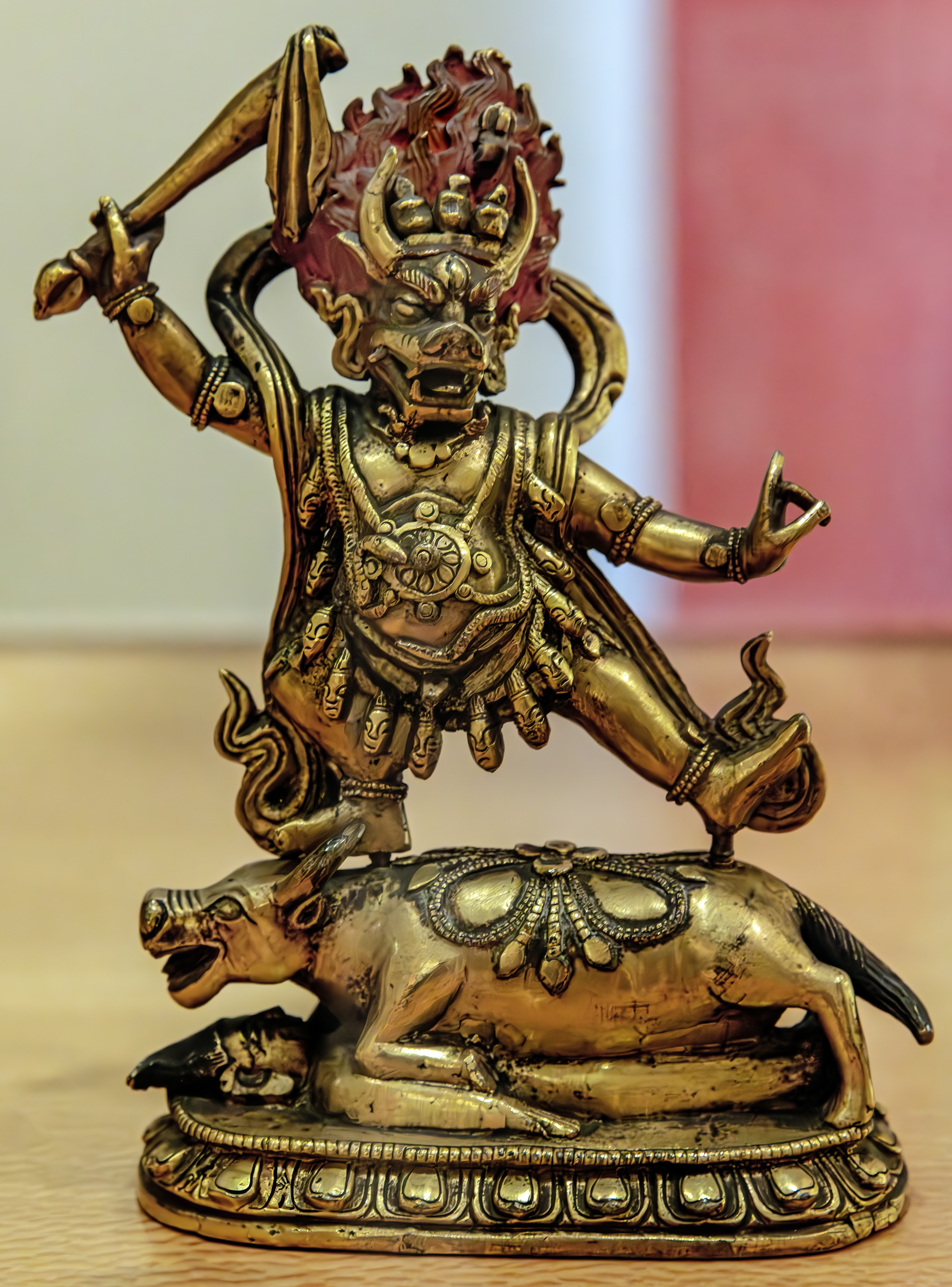
Yama (Bouddhisme) au musée Georges-Labit de Toulouse
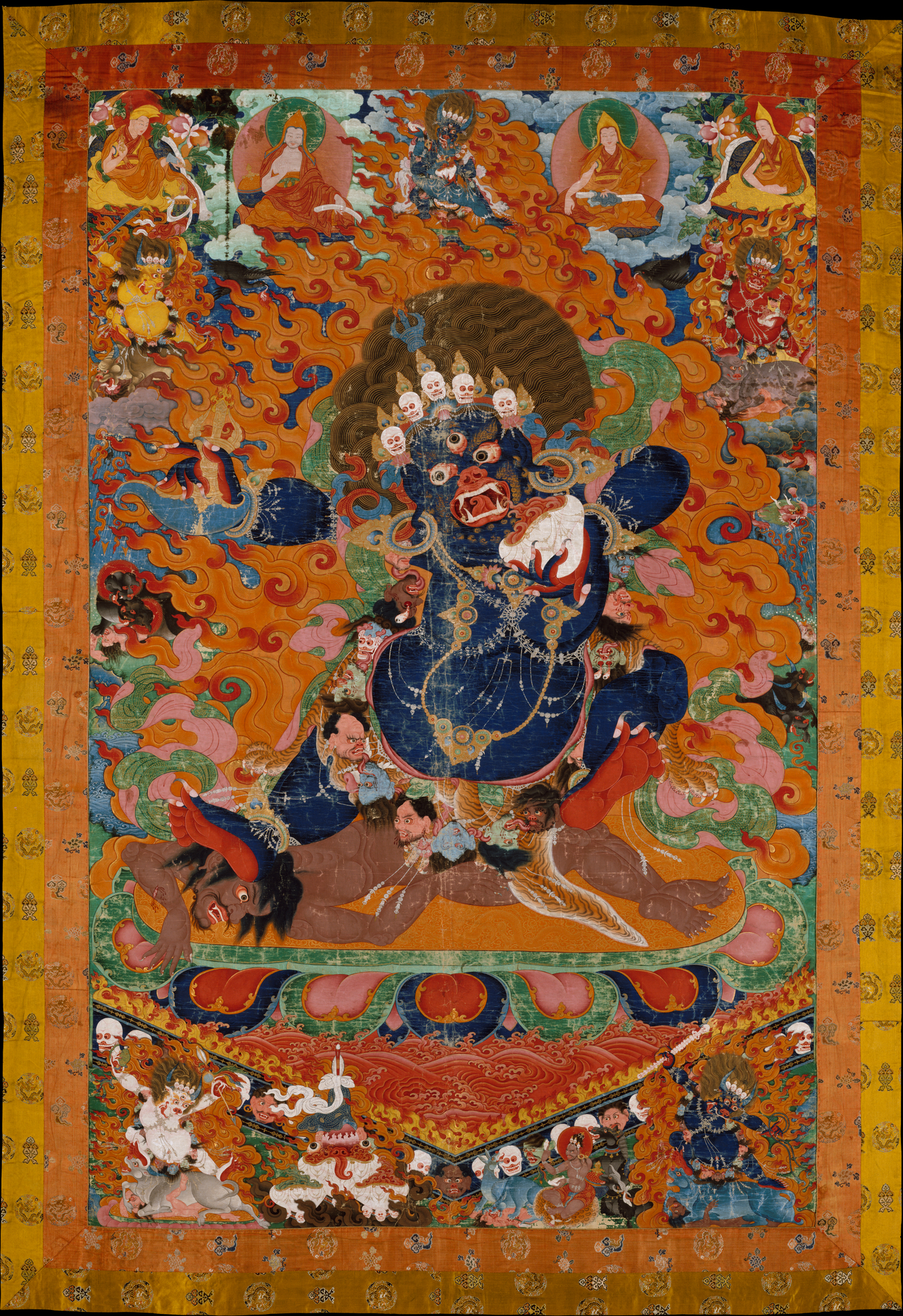
Yama (Metropolitan Museum of Art)
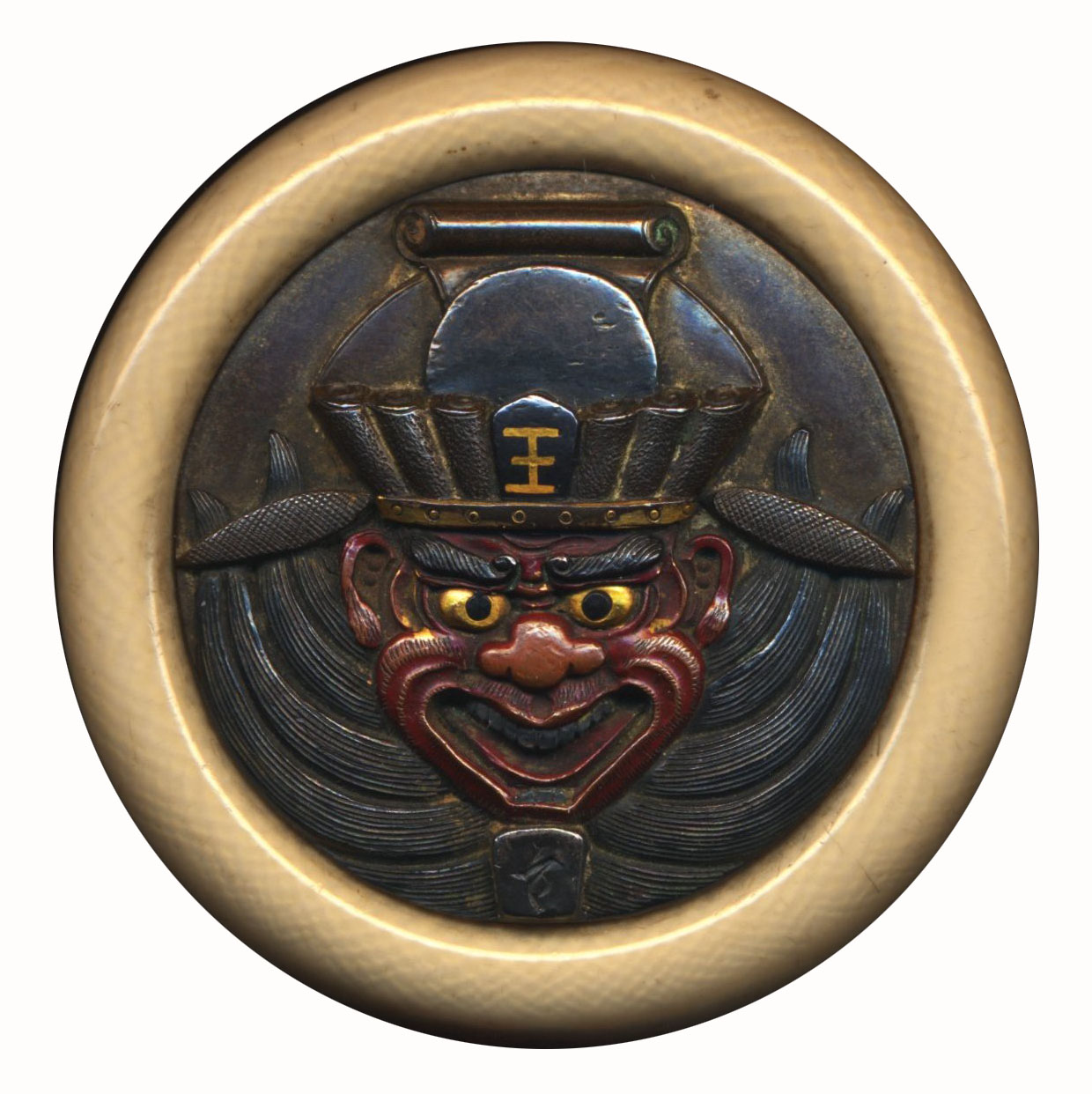
Kagamibuta netsuke du XIXe siècle représentant Enma

Il est souvent représenté avec une tête de buffle, trois yeux ronds, des cornes acérées entrelacées de flammes, féroce et colérique. Dans sa main droite, il tient souvent un bâton avec un crâne et dans sa main gauche un lasso. Sur sa tête, il porte une couronne de crânes. Dans de nombreuses représentations, il se tient debout sur un taureau couché écrasant un homme allongé sur le dos. Il est également représenté avec un pénis en érection.

### Sources
- Bhikkhu Nanamoli et Bhikkhu Bodhi, The Middle Length Discourses of the Buddha: A Translation of the Majjhima Nikaya, Boston, Wisdom Publications, 2001 (ISBN 0-86171-072-X)
- Nyanaponika Thera et Bhikkhu Bodhi, Numerical Discourses of the Buddha: An Anthology of Suttas from the Anguttara Nikaya, Walnut Creek, CA, AltaMira Press, 1999 (ISBN 0-7425-0405-0)
- « 阎罗王是如何由来的：钟馗和阎王什么关系-历史趣闻网 » [archive du 9 février 2019], sur lishiquwen.com (consulté le 26 janvier 2022)
- « 道教科仪之十王转案科_斋醮科仪_道教之音_十王转案,十王,冥府,道教科仪 », sur www.daoisms.org